# Виндхаген
Виндхаген (нем. Windhagen) — община в Германии, в земле Рейнланд-Пфальц.
Входит в состав района Нойвид. Подчиняется управлению Асбах. Население составляет 4260 человек (на 31 декабря 2010 года). Занимает площадь 13,11 км².
Коммуна подразделяется на 16 сельских округов.

## Предприятия
- В Виндхагене расположена штаб-квартира машиностроительной компании Wirtgen.
- В Виндхагене расположена штаб-квартира производственного предприятия Geutebruck GmbH.